# 施米特韦勒
施米特韦勒是德国莱茵兰-普法尔茨州的一个市镇。总面积5.48平方公里，总人口204人，其中男性98人，女性106人（2011年12月31日），人口密度37人/平方公里。